# Zolnay család
A Zólyom vármegyei Zolnáról származó Zolnay nemesi család az idők során nagy szerepet játszott e vármegye történetében. A Zólyom városától északkeletre fekvő Zolna már a XIII-XIV. század fordulóján szerepel a korabeli forrásokban. A település területét ekkortájt, valószínűleg 1296-ban kapja Kürtösi Radon comes (1223-1250) családjának egyik tagja. A közelben folyó patakot (fluvius Zolna, duo fluvii Zolna, Zolnavyze) 1282-ben említik először.

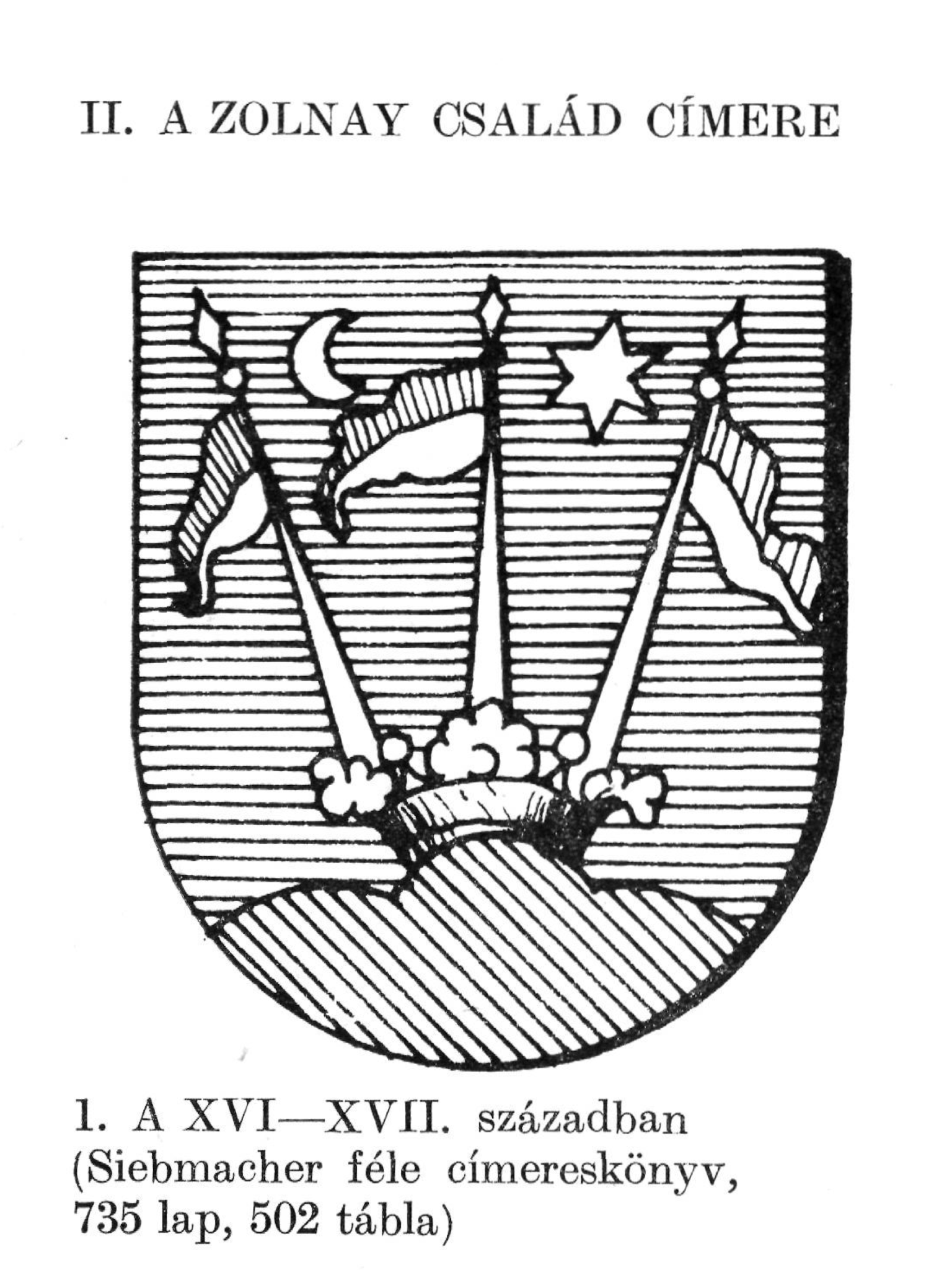

## Története
A család első ismert tagjának, Kürtösi Radon fiának, Kürtösi v. Oszlári Madáchnak (Oszlár nevét a középkorban Kürtössel felváltva használták, s alatta a mai szlovákiai Kürtösújfalu értendő), négy fiát ismerjük. Közülük András (1278—93) és István (1293—1312) utódok nélkül haltak el. Benedek (1278—1328) fivéreivel együtt részt vett Kun László és III. Endre király minden hadjáratában. A család nógrádi, zólyomi és túróci birtokainak részese. 1328-ban Mikefalván mint királyi ember tűnik fel. Fia, az 1337-ben már Zolnai néven említett Tamás, rokonainak, Tóbiás comes fiainak, Bitónak és Zobratának örökén a Zólyom megyei Zolna birtokosa.
Bitó és Zobratha 1300 körül már meg is települnek Zolnán és 1311-ben Szent István vértanú tiszteletére kegyúri kápolnát is emelnek. 1326-ban az egyházra vonatkozó kiváltságlevelüket Donch mester, a híres zólyomi főispán közbenjárására megerősíti Boleszló esztergomi érsek. 1336-ban már unokaöccsük, Radon comes Madách nevű fiának, a Madách család ősének unokája, Benedek fia Zolnai Tamás (de Zouna) a zolnai földesúr.
Zolnai Tamás 1336-ban, amikor az osztrák hadjáratra háborúba indul, zálogba akarja vetni zolnai és számpori birtokát. Utóbb e két jószágát rokonainak, a Kürtösi Madách-ivadékoknak tiltakozása mellett, sógorának, Túróczi Péter comes fiának, Benedek ispánnak kívánja eladni. 1351-ben Zolna (ezúttal Tamásfalva néven), Cserény egy részével együtt Madách fia Pál unokáinak, az árva Jánosfiáknak kezére került. E fivérek közül István a Liptóba visszaköltöző Tholt család őse, Domokostól a Lukaviczai Domonkos, alias Lukaviczky család származott. A testvérek közt kereshetjük a Zolnán tovább birtokos Zolnayak, a Cserényben maradó Cserényiek, Csécsényiek elődeit. A zolnai birtok már Nagy Lajos alatt adómentességet kap és ezzel a kiváltságos helységek közé emelkedik. E kiváltságát 1406-ban Zsigmond, 1464-ben pedig Mátyás király is megerősíti. 1424-ben mint a véglesi uradalom egyik tartozéka, Zsigmond király adományából Borbála királyné birtokába jut.

## Címer
A család címerének alapmotívuma három, piros-fehér zászlós kopja, a középsőn zászló, előttük pedig kürt található. Valószínűleg későbbi bővítések során kerül a Zolnay család címerébe a koronás hármas halom, továbbá a zászlók közé helyezett hatágú csillag és holdsarló.
A címer első ismert képét 1650-ben találjuk Zolnay Ferenc pecsétjén. A sárosi mellékágból származó Zolnay András érolaszi ev. lelkész 1791. évi fennmaradt forrása szerint a sárosi Zolnayak őse még 1514-ben vitte magával Szepes, majd Sáros vármegyébe a Zolnay család címerét.

## Külső hivatkozások
- Zolna Zólyom város hivatalos oldalán
- Zolna Szlovákia térképén
- A zolnai templom a magyar várak honlapján
- Zolna temploma Archiválva 2004. július 24-i dátummal a Wayback Machine-ben